# Internet Explorer
Microsoft Internet Explorer — графічний веббраузер, який розробляла корпорація Microsoft.
Першу версію було опубліковано 16 серпня 1995 року. Вона була заснована на браузері Mosaic, права на який Microsoft придбала у компанії Spyglass. Починаючи з версії 3.0, Microsoft поширювала програму в складі операційної системи Windows, що дозволило йому швидко збільшити ринкову частку і навіть витіснити провідний колись вебоглядач Netscape Navigator.
Останніми версіями для Mac OS і Unix-подібних систем стали Internet Explorer 5.2.3 і Internet Explorer 5.0 SP1 Beta відповідно. Розробку Internet Explorer для цих систем було припинено.
Серед сучасних браузерів IE відрізняється найгіршою підтримкою CSS2[джерело?], неповною підтримкою XHTML і безліччю проблем із безпекою[джерело?]. До виходу сьомої версії мав застарілий незручний інтерфейс[ненейтрально].
Internet Explorer можна безкоштовно завантажити і використовувати навіть на нелегальній копії Microsoft Windows, проте ліцензійна угода дозволяє встановлювати Internet Explorer лише за наявності легальної ліцензії на операційну систему сімейства Windows.

Частка на ринку

Internet Explorer був найпоширенішим web-браузером починаючи з 1999 року. У 2002—2003 роках досяг позначки 95 %; у Південній Кореї у 2007—2008 роках частка IE становила 99 %. Цей показник було досягнуто внаслідок стандартизації протоколу шифрування, реалізованого лише у вигляді готових модулів, які видавали громадянам (ActiveX і Nsplugin, більше не видаються).
На 2011 рік охоплював близько 10 % ринку, але кількість користувачів Internet Explorer стабільно знижувалася.

## Історія IE

### Internet Explorer 1
| Internet Explorer, всі версії | ▼ 52,87 % |
| Internet Explorer 6           | ▼ 10,36 % |
| Internet Explorer 7           | ▼ 7,04 %  |
| Internet Explorer 8           | ▼ 31,28 % |
| Internet Explorer 9           | ▲ 4,19 %  |

Випущений в серпні 1995 року на основі браузера Spyglass, Inc. Mosaic. Microsoft ліцензувала браузер на умовах виплати відсотка від продажів і фіксованої суми кожного кварталу. Internet Explorer 1.0, як і Internet Explorer 2.0, випущений у листопаді 1995 року, поширення не мав.

### Internet Explorer 2
Випущений у листопаді 1995 року, мав підтримку JavaScript, NNTP, фреймів і SSL. Перша версія, яку було випущено для Microsoft Windows і Mac.

### Internet Explorer 3
Випущений 13 серпня 1996 року і був написаний програмістами, найнятими зі Spyglass для розробки браузера на основі Mosaic. Ця версія підтримувала CSS, плагіни ActiveX і розширення Java, можливості мультимедіа і систему контент-контролю pics, розроблену World Wide Web Consortium (W3c). Ці нововведення були значними на той час, порівняно з основним конкурентом Netscape Navigator. Поставлявся разом з Windows 95 OSR2.

### Internet Explorer 4
Випущено у вересні 1997 року. Мав глибокий зв'язок з операційною системою. Код оглядача було повністю переписано. Основним нововведенням Internet Explorer 4 є технологія групових політик, що дозволяє компаніям централізовано встановлювати і контролювати доступ своїх співробітників до багатьох аспектів конфігурації оглядача. Версія 4.0 підтримувала DHTML, власні розширення Javascript, несумісні з Netscape 4.0, могла перемальовувати сторінку (наприклад, якщо за допомогою JS був доданий або прибраний елемент). IE 4.0 підтримував власну об'єктну модель документа (DOM), так звану 'document.all', яка була значно простішою і стабільнішою DOM Netscape — 'document.layers'. Internet Explorer 4.0 поставлявся в складі Windows 98. Випуск Internet Explorer 4.0 вважається початком війни браузерів.

### Internet Explorer 5
Випущений 18 березня 1999 року. Вперше IE підтримував значні частини W3c DOM, а також забезпечував поліпшену підтримку CSS. Підтримка письма справа наліво (арабська мова і іврит), шрифту кегля агат, XML, XSL і можливість збереження вебсторінок у форматі MHTML. Поставлявся разом із Windows 98 SE та Microsoft Office 2000. Версія 5.5 випущено в липні 2000 року з поліпшеним попереднім переглядом сторінок для друку, вдосконаленою підтримкою CSS і HTML і прикладним програмним інтерфейсом. Internet Explorer 5.5 поставлявся в складі Windows ME.

### Internet Explorer 6
Випущено 27 серпня 2001 року, за декілька тижнів до Windows XP. У цій версії було вдосконалено DHTML, контроль вмісту, поліпшено підтримку CSS рівня 1, DOM рівня 1 і SMIL 2.0. Інтерфейс дозволяє динамічний доступ і оновлення структури і стилю документа (без обмежень). Рушій MSXML було вдосконалено до версії 3.0. Можливості: нова версія IEAK, мультимедійна панель, інтеграція з Windows Messenger, автоматична корекція розміру зображення, P3p, а також зовнішній вигляд відповідно до теми робочого столу «Luna» для Windows XP.

### Internet Explorer 7
Випущено 18 жовтня 2006 року. До 26 жовтня було завантажено більше трьох мільйонів копій. До середини січня 2007 року кількість завантажень перевищила 100 мільйонів. Версія відрізнялася новим графічним інтерфейсом у стилі Vista Aero, підтримкою вкладок, вбудованим механізмом роботи з RSS, підтримкою alpha-каналу PNG зображень, поліпшенням підтримки стандартів W3c, захисту від шахраїв, інтернаціональних доменних імен та ін. Ця версія IE входила до складу Windows Vista з деякими вдосконаленнями в галузі безпеки: захищений режим (виконання браузера в «пісочниці» з доступом лише до тимчасових інтернет-файлів, захист пам'яті тощо). Ця версія була першою, у якій більше не було коду Mosaic.
Під час встановлення застосовувався механізм перевірки легальності операційної системи, але 4 жовтня 2007 року було випущено оновлений інсталятор IE7, що не вимагає перевірки легальності копії операційної системи під час встановлення — Майкрософт відмовився від цієї практики, щоб не звужувати поле застосування свого оглядача в умовах зростаючої конкуренції.
Ця версія Internet Explorer підтримуватиметься до 10 жовтня 2023 року, але тільки для Windows Embedded Compact 2013, останньої операційної системи сімейства Windows CE. Підтримка цієї версії Internet Explorer для інших версій Microsoft Windows була припинена 12 січня 2016 року.

### Internet Explorer 8
Випущено 19 березня 2009 року. Працює в операційних системах XP, Vista, Server 2003 і Server 2008. У Windows 7 та Windows Server 2008 R2 вбудований від початку.
Деякі з нових властивостей:
- автоматичне відновлення вкладок після збою;
- Activities — швидкі команди, доступні з контекстного меню: пошук в Live Search, пошук на карті, відправка поштою, переклад іншою мовою, додавання в онлайн-закладки і низка інших;
- Webslices (вебсервер-фрагменти) — підписка користувачів на окремі ділянки сторінок;
- «розумний адресний рядок» — при введенні адреси браузер повертає результат, заснований не лише на URL раніше відвіданого вами сайту, але і на заголовку сторінки і інших її властивостях;
- підсвічування доменного імені в адресному рядку;
- приватний режим роботи Inprivate, що дозволяє заходити на сайти, не залишаючи слідів в історії браузера;
- швидке повносторінкове масштабування (управляється натисненням клавіші ctrl і обертанням коліщатка миші);
- підтримка Translation

### Internet Explorer 9
Випущено 14 березня 2011 року. Можна користуватися в 32-х і 64-х бітових версіях тільки під Windows 7, Windows Vista, Windows Server 2008 і вище. IE9 отримав оновлений мінімалістичний інтерфейс. Він підтримував більшість специфікацій CSS3, округлені рамки, вбудовану обробку SVG, вбудовані колірні профілі ICC, забезпечує швидшу обробку JavaScript. Також, в IE9 представлено апаратне прискорення відтворення графіки за допомогою Direct2D. Крім того, здійснена підтримка відео та аудіо тегів HTML5, а також Web Open Font Format.

### Internet Explorer 10
Перша тестова збірка браузера випущена 12 квітня 2011 року, в якій до можливостей Internet Explorer 9 була додана підтримка деяких можливостей CSS3. Розробники браузера заявили, що Internet Explorer 10 буде працювати виключно з Windows 7 і Windows 8 і не буде підтримувати старіші операційні системи, у тому числі Windows Vista.

### Internet Explorer 11
Одинадцята версія оглядача Internet Explorer від Microsoft та наступник Internet Explorer 10. Постачалася в складі Windows 8.1 і Windows Server 2012 R2. Це остання версія браузера. Компанія Microsoft оголосила, що з 15 червня 2022 року її підтримку буде припинено і ця версія Internet Explorer буде повністю видалена з більшості видань Windows 10, а основним браузером системи Windows стане Edge. У таких видань Windows 10, як IoT, LTSC та LTSB, одинадцята версія Internet Explorer буде все ще доступною. На Windows 7, Windows Server 2008 R2 (тільки з платною підтримкою), Windows 8, Windows 8.1, Windows Server 2012 та Windows Server 2012 R2, ця версія Internet Explorer також буде доступною.

## Підтримка операційних систем
| Браузер        | Роки | Браузерний двигун      | Windows   | Windows          | Windows                 | Windows                  | Windows          | Windows                  | Windows             | Windows   | Windows | IBM OS/2               | Mac OS X (Intel/PPC)        | Mac OS 9                    | Mac OS 8          | System 7 (PPC/68k) | Unix (HP-UX, Solaris) |
| Браузер        | Роки | Браузерний двигун      | 7/2008 R2 | Vista/2008       | 2003/XP x64             | XP                       | 2000             | 98/Me                    | NT 4.0              | 95        | 3.1     | IBM OS/2               | Mac OS X (Intel/PPC)        | Mac OS 9                    | Mac OS 8          | System 7 (PPC/68k) | Unix (HP-UX, Solaris) |
| -------------- | ---- | ---------------------- | --------- | ---------------- | ----------------------- | ------------------------ | ---------------- | ------------------------ | ------------------- | --------- | ------- | ---------------------- | --------------------------- | --------------------------- | ----------------- | ------------------ | --------------------- |
| Роки виходу ОС | —    | —                      | 2009      | 2007/2008        | 2003/2005               | 2001                     | 2000             | 1998/2000                | 1996                | 1995      | 1992    | 2001                   | 2001                        | 1999                        | 1997              | 1991               | (1990-і)              |
| ІЕ 11          | 2013 | Trident 7.0            | Так       | Ні               | Ні                      | Ні                       | Ні               | Ні                       | Ні                  | Ні        | Ні      | Ні                     | Ні                          | Ні                          | Ні                | Ні                 | Ні                    |
| IE 10          | 2012 | Trident 6.0            | Так       | Ні               | Ні                      | Ні                       | Ні               | Ні                       | Ні                  | Ні        | Ні      | Ні                     | Ні                          | Ні                          | Ні                | Ні                 | Ні                    |
| IE 9           | 2011 | Trident 5.0            | Так       | Так (Тільки SP2) | Ні                      | Ні                       | Ні               | Ні                       | Ні                  | Ні        | Ні      | Ні                     | Ні                          | Ні                          | Ні                | Ні                 | Ні                    |
| IE 8           | 2008 | Trident 4.0            | Включений | Так              | Так (Тільки SP2)        | Так (Тільки SP2 та SP3)  | Ні               | Ні                       | Ні                  | Ні        | Ні      | Ні                     | Ні                          | Ні                          | Ні                | Ні                 | Ні                    |
| IE 7           | 2006 | Trident                | Ні        | Включено         | Так (Тільки SP1 та SP2) | Так (Тільки SP2 та SP3)  | Ні               | Ні                       | Ні                  | Ні        | Ні      | Ні                     | Ні                          | Ні                          | Ні                | Ні                 | Ні                    |
| IE 6           | 2001 | Trident                | Ні        | Ні               | Включено                | Включено (6.0 SP2 і SP3) | Так (6.0 SP1)    | Видалений (6.0 SP1)      | Видалений (6.0 SP1) | Ні        | Ні      | Ні                     | Ні                          | Ні                          | Ні                | Ні                 | Ні                    |
| IE 5.5         | 2000 | Trident                | Ні        | Ні               | Ні                      | Ні                       | Включений (5.01) | Включений (4.01/5.5 SP2) | Так                 | Включений | Ні      | Ні                     | Ні                          | Ні                          | Ні                | Ні                 | Ні                    |
| IE 5           | 1999 | Trident Win Tasman Mac | Ні        | Ні               | Ні                      | Ні                       | Включений (5.01) | Включений (4.01/5.5 SP2) | Так                 | Включений | Так     | Ні                     | Видалений (5.2.3) Включений | Видалений (5.2.3) Включений | Видалений (5.1.7) | Видалений (5.1.7)  | Видалений (5.01 SP1)  |
| IE 4           | 1997 | Trident                | Ні        | Ні               | Ні                      | Ні                       | Включений (5.01) | Включений (4.01/5.5 SP2) | Так                 | Включений | Так     | Ні                     | Видалений (5.2.3) Включений | Видалений (5.2.3) Включений | Видалений (5.1.7) | Видалений (5.1.7)  | Видалений (5.01 SP1)  |
| IE 3           | 1996 | Невідомий              | Ні        | Ні               | Ні                      | Ні                       | Ні               | Так                      | Включений           | Включений | Так     | версія для Windows 3.1 | Ні                          | Так                         | Включений         | Так                | Так                   |
| IE 2           | 1995 | Невідомий              | Ні        | Ні               | Ні                      | Ні                       | Ні               | Так                      | Включений (2.0)     | Включений | Так     | версія для Windows 3.1 | Ні                          | Шаблон:Невідомо             | Шаблон:Невідомо   | Beta (2.0)         | Ні                    |
| IE 1           | 1995 | Spyglass               | Ні        | Ні               | Ні                      | Ні                       | Ні               | Так                      | Так                 | Так       | Так     | версія для Windows 3.1 | Ні                          | Ні                          | Ні                | Ні                 | Ні                    |

## Виноски
1. ↑  Browser Version Market Share. Архів оригіналу за 22 серпня 2011. Процитовано 10 липня 2009.
2. ↑  Архівована копія. Архів оригіналу за 9 травня 2008. Процитовано 2 серпня 2009.{{cite web}}:  Обслуговування CS1: Сторінки з текстом «archived copy» як значення параметру title (посилання)
3. ↑  Архівована копія. Архів оригіналу за 29 серпня 2008. Процитовано 2 серпня 2009.{{cite web}}:  Обслуговування CS1: Сторінки з текстом «archived copy» як значення параметру title (посилання)
4. ↑  Details on our CSS changes for Ie7 [Архівовано 30 липня 2008 у Wayback Machine.] Ieblog
5. ↑  Internet Explorer 7 Update [Архівовано 19 січня 2010 у Wayback Machine.] Ieblog
6. ↑  Microsoft оголосила про припинення підтримки Internet Explorer у 2022 році. РБК-Украина (рос.). Архів оригіналу за 20 травня 2021. Процитовано 20 травня 2021.
7. ↑  Internet Explorer 6 SP2 існує як частина Windows XP SP2.
8. 1 2 3 4  Internet Explorer 2.0 поставлявся з Windows 95 Osr1, версія 3.0 була включена в Osr2, 4.0 — в OSR2.5.